# Adelson e Salvini
Adelson e Salvini és una òpera semiseriosa en tres actes amb música de Vincenzo Bellini i llibret en italià d'Andrea Leone Tottola, basada en la novel·la del 1772 Épreuves du Sentiment de François-Thomas-Marie de Baculard d'Arnaud.

## Història
La primera òpera de Bellini fou escrita com a projecte final del conservatori San Sebastiano de Nàpols, quan el compositor tenia 23 anys. Era costum al conservatori presentar els compositors prometedors al públic amb una obra dramàtica. Bellini anomenà el seu projecte opera semiseria i s'estrenà al Teatro del Conservatorio di San Sebastiano a Nàpols el 12 de febrer del 1825. S'emprengueren diverses revisions "amb vistes a una representació professional", però mai no es representà.
Aquesta òpera rara vegada es representa actualment; en les estadístiques d'Operabase no apareix entre les òperes representades en el període 2005-2010.

## Personatges
| Personatge                  | Tessitura | Repartiment de l'estrena 12 de febrer del 1825 (Director: -) |
| --------------------------- | --------- | ------------------------------------------------------------ |
| Nelly                       | soprano   | Giacinto Marras                                              |
| Fanny                       | contralt  |                                                              |
| Madame Rivers               | contralt  | Luigi Rotellini                                              |
| Salvini, amic d'Adelson     | tenor     | Leonardo Perugini                                            |
| Lord Adelson                | baríton   | Antonio Manzi                                                |
| Struley                     | baix      | Talamo                                                       |
| Bonifacio, criat de Salvini | baix      | Giuseppe Ruggiero                                            |
| Geronio                     | baix      | Ciotola                                                      |

## Argument
Lloc: Irlanda
Temps: segle XVII
La història es refereix a l'amistat entre l'angloirlandès Lord Adelson amb un jove pintor italià, Salvini, que s'enamora de Nelly, la bella promesa del poderós i ric Adelson. La trama es complica fins a un gir curiosament homicida.

## Enregistraments
| Any  | Repartiment (Salvini, Nelly, Adelosn, Fanny)                                   | Director, Teatre d'òpera i orquestra | Segell discogràfic                                                   |
| ---- | ------------------------------------------------------------------------------ | --- | -------------------------------------------------------------------- |
| 1985 | Bengt Gustavson, Carina Morling, Thomas Lander, Mario Macchi, Ingrid Tobiasson | Anders-Per Jonnson, Orquestra de l'òpera d'Estocolm i el cor de cambra d'Estocolm Enregistrament en viu                                                         | 3 LP records: Bongiovanni Cat: GB 2034-2036                          |
| 1992 | Bradley Williams, Alicia Nafé, Fabio Previati, Lucia Rizzi                     | Andrea Licata, Orquestra i cor EAR Teatre Massimo Bellini, Catània (Gravacions en audio i vídeo d'una representació (o de representacions) a Catània, novembre) | Àudio CD: Nuova Era Cat: 7154-55 DVD: House of Opera, Cat: DVDCC 109 |